# Mecsek InterCity
A Mecsek InterCity egy Budapest-Keleti és Pécs között 2 óránként közlekedő InterCity vasúti járat. A járatra helyjegy váltása kötelező, kivéve a Dombóvár és Pécs közötti szakaszon.

## Történet
1968. május 26-án indult el az első járat Budapest és Pécs között expresszvonatként. A vonat ekkor csak Szentlőrincen állt meg, és Budapest-Déli pályaudvarról indult. 1990 után a vonat meg áll Budapest-Kelenföld és Dombóváron. 1994-től InterCityként közlekedik. 2005 után a vonat megáll Sárbogárdon, és a vonat Déli pályaudvar helyett Keleti pályaudvarról indul. 2010 decemberétől ismét a Déli pályaudvarról indult, majd 2012 decemberétől ismét a Keleti pályaudvarról.
2022. december 11-től az InterCity név egységesítése miatt a vonat 2 óránként közlekedik, illetve ismét megjelent a bisztrószakasz.
2025-től Budapest-Kelenföld és Ferencváros között pályaépitések munkálatok miatt több alkalommal a vonatok Budapest-Keleti helyett ideiglenesen ismét Budapest Déli pályaudvarra érkeznek és indulnak.

## Útvonal
A vonat Budapest-Keleti pályaudvarról indul Sárbogárd és Dombóvár érintésével közlekedik. Napi 1 pár megáll Sásdon.

## Megállóhelyei
| Megállóhelyek         |
| --------------------- |
| 1. Budapest-Keleti    |
| 2. Budapest-Kelenföld |
| 3. Sárbogárd          |
| 4. Dombóvár           |
| 5. Sásd (napi 1 pár)  |
| 6. Szentlőrinc        |
| 7. Pécs               |

## Vonatösszeállítás
Vonatösszeállítás 2024. december 15-étől:
| Kocsiszám                                      | Típus                          |
| ---------------------------------------------- | ------------------------------ |
|                                                | MÁVRT 490 villanymozdony       |
|                                                | MÁV V63 villanymozdony         |
| 10                                             | Byee/Bhv (csak szükség esetén) |
| 9                                              | Byee/Bhv (csak szükség esetén) |
| 8                                              | Byee/Bhv (csak szükség esetén) |
| 7                                              | Byee/Bhv (csak szükség esetén) |
| 6                                              | Apee (csak szükség esetén)     |
| 5                                              | Apee                           |
| 4                                              | ARmz                           |
| 3                                              | Bpee                           |
| 2                                              | Bpee                           |
| 1                                              | Bybdtee                        |
| Budapest felé fordított sorrendben közlekedik. |                                |